# Jadwiga Kłosówna-Tamowicz
Jadwiga Kłosówna-Tamowicz (ur. 1914 w Łomży, zm. 28 marca 2014 w Warszawie) – polska śpiewaczka, solistka - sopran.

## Życiorys

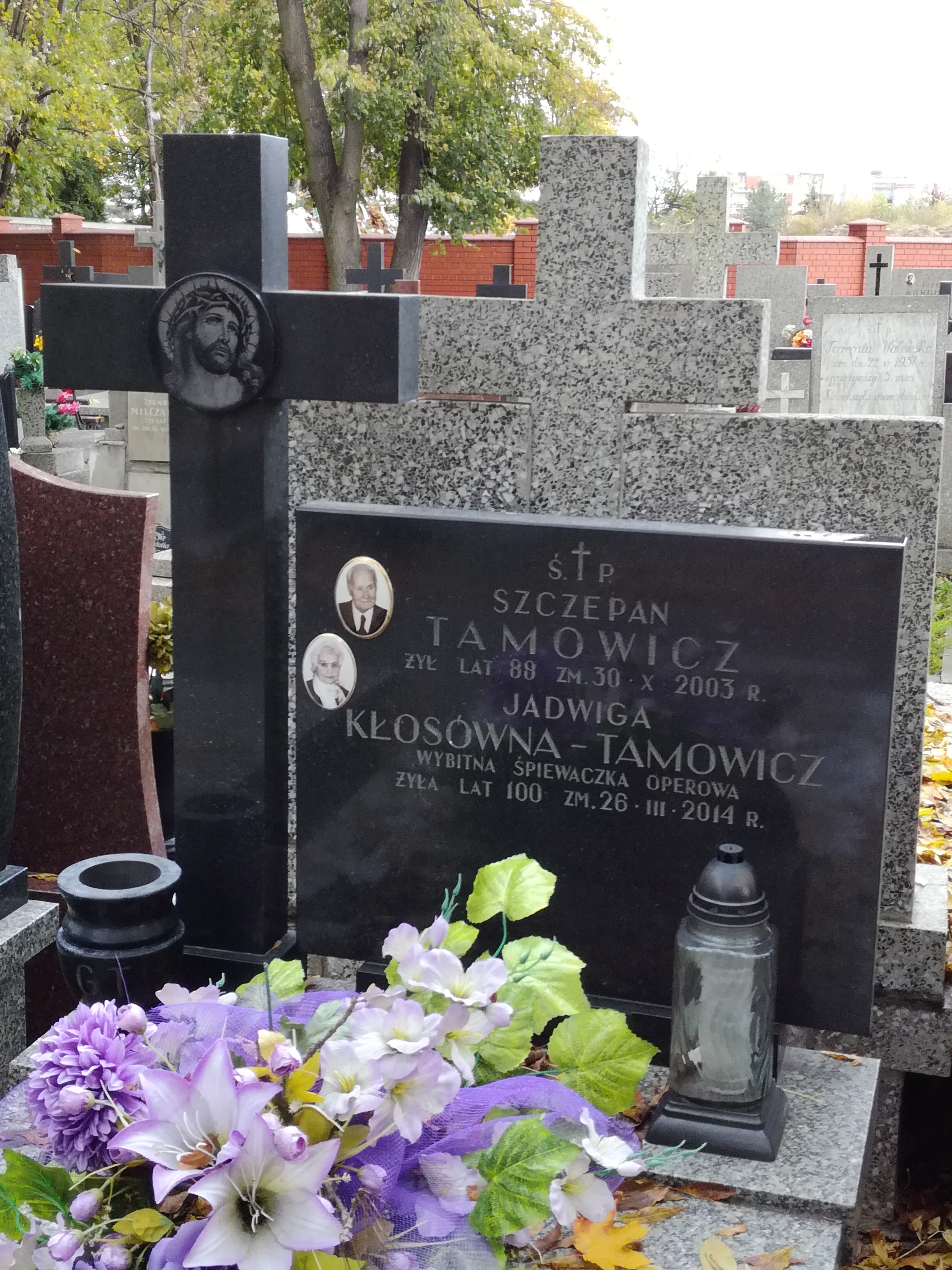
Grób Jadwigi Kłosówny-Tamowicz na cmentarzu Bródnowskim

Urodziła się w rodzinie Bonawentury Kłosa (1875-1946), kompozytora, profesora muzyki i śpiewu i jego małżonki Marii z Kurpiewskich (1878-1966). Po ukończeniu nauki w gimnazjum rozpoczęła naukę w warszawskim Konserwatorium Muzycznym, egzamin końcowy złożyła w 1939. Po zakończeniu II wojny światowej rozpoczęła od współpracy z Orkiestrą Symfoniczną, a następnie występowała w Teatrze Operowym. Należała do grupy artystów tworzących pierwszy zespół Opery Narodowej, występowała również w Polskim Radio. 18 kwietnia 1956 została zgodnie z Uchwałą Rady Państwa odznaczona Złotym Krzyżem Zasługi. Występowała na scenach Opery Kameralnej i Filharmonii Narodowej, do historii przeszły jej wykonania Madame Butterfly, Halki, opery Tosca i Aida. Zmarła w wieku 100 lat i została pochowana na cmentarzu Bródnowskim (kw. 2E, rząd 6, grób 17).